# Лейрія (округ)
О́круг Ле́йрія, або Ле́йрійський о́круг (порт. Distrito de Leiria) — округ у Португалії. Окружний адміністративний центр — місто Лейрія. Розташований в західній частині країни, на березі Атлантичного океану. Складова регіону Центр. За старим адміністративним поділом, що був чинним до 1976 року, територія округу належала провінціям Берегова Бейра і Ештремадура. Площа — 6599 км². Поділяється на 16 муніципалітетів і 110 парафій. Населення — 377 653 ос. (2011), густота населення — 57,23 осіб/км²
. Код ISO 3166-2 — PT-10.

## Географія
На півночі межує з округом Коїмбра, на північному сході — з округом Каштелу-Бранку, на сході — з округом Сантарен, на півдні — з округом Лісабон. На заході омивається водами Атлантичного океану.

## Муніципалітети
1. Алвайазере
2. Алкобаса
3. Ансіан
4. Баталя
5. Бомбаррал
6. Калдаш-да-Раїня
7. Каштаньєйра-де-Пера
8. Лейрія
9. Маріня-Гранде
10. Назаре
11. Обідуш
12. Педроган-Гранде
13. Пеніше
14. Помбал
15. Порту-де-Мош
16. Фігейро-душ-Вінюш

## Українська громада
За попередніми даними Португальської міграційної служби станом на 2007 рік, у Лейрійському окрузі легально проживає 4 321 українців (третя за чисельністю громада після округів Фару і Лісабону).